# Blood Unplugged
Blood Unplugged ist das erste Unplugged-Album der US-amerikanischen Band Blood on the Dance Floor. Es erschien am 20. Dezember 2013.

## Hintergründe
Blood Unplugged beinhaltet Akustikversionen von großteils bereits bekannten Liedern der Gruppe, welche zuvor überwiegend der elektronischen Musik zuzurechnen waren. Anders als z. B. bei der berühmten MTV-Unplugged-Albumreihe handelt es sich bei den neu eingespielten Ausgaben der Blood on the Dance Floor-Songs nicht um Live-, sondern Studioaufnahmen. Von den dreizehn Titeln sind elf speziell für die Kompilation entstanden. Die Acoustic Version von Unforgiven war hingegen bereits als Bonustrack auf der Deluxe Edition von (R)Evolution vorhanden; Don't Want to Be Like You befindet sich in der unveränderten Single- und Videoversion, die auch auf der EP The Anthem of the Outcast enthalten war, auf dem Album, da diese bereits ausschließlich akustische Instrumente verwendete.
Die Titelauswahl des Werkes umfasst Lieder aus insgesamt fünf Studioalben (kein Track des Debütalbums Let’s Start a Riot! bekam eine Überarbeitung) und drei EPs. Der Song Time Machine ist das einzige Stück, welches für die Kompilation neu komponiert wurde. Neben der digitalen Ausgabe war noch eine auf 1000 Stück limitierte CD von Blood Unplugged erhältlich.
Produziert wurde das ganze Album von Rusty Wilmot. Lediglich auf Don't Want to Be Like You arbeitete er mit Stevie Blacke und Brandy Wynn zusammen. Jedes der Lieder wurde von Dahvie Vanity geschrieben, wobei er immer vom jeweiligen Gesangspartner der Originalversion (entweder Jayy von Monroe, der auch die Titel auf Blood Unplugged einsang, oder sein Vorgänger Garrett Ecstasy) unterstützt wurde. Auf Bewitched fungierte zusätzlich noch Lady Nogrady als Songwriterin. Diese sang das Lied in der ursprünglichen Version gemeinsam mit der Band; nachdem es jedoch zwischen den beiden Aufnahmen zu einem Zerwürfnis mit Vanity kam, übernahm Haley Rose auf der Akustikausgabe ihren Part.
Aus Blood Unplugged wurden drei Singles ausgekoppelt: Bewitched (Unplugged), Believe (Unplugged) und Time Machine.

## Musik und Texte
Im Vordergrund jedes einzelnen Titels stehen Akustikgitarren und Streicher, vereinzelt auch zusätzliche Instrumente wie Klavier oder Spieluhren. Mehrere der Lieder beinhalten zudem eine Untermalung aus Handtrommeln, Tamburins und gegebenenfalls anderen Rhythmusinstrumenten. Sämtliche zuvor unveröffentlichte Stücke wurden außerdem von den beiden Musikern zur Gänze neu eingesungen: etwaige Screamoeinlagen wurden in klaren Gesang umgewandelt; gerappte Passagen nur zum Teil (bei Sexting! wurden beispielsweise die ersten beiden Strophen gesungen, während die dritte gerappt wird – in der Originalversion fand bei allen dreien ein Rap statt). Ebenfalls kommt es, anders als in einigen der Originalaufnahmen, nicht zum Einsatz von Autotune oder anderen Stimmeffekten. Dafür sind sowohl die Instrumente als auch die Vocals mit viel Hall versehen. Im Vergleich zu den Albumversionen klingen die Stücke so in nahezu allen Fällen minimalistischer und melodischer; die Kompilation weist durch die immer identische Auswahl an Instrumenten zudem ein einheitlicheres Klangbild auf als es bei den Studioalben der Fall war.
Inhaltlich hingegen sind die Themen der Lieder sehr weit gestreut. So reichen sie von ernsthaft vorgetragenen Liebesballaden über Lieder über Selbstzweifel und innere Leere bis hin zu frivolen Novelty Songs über Piraten. Hin und wieder kommt es zu leichten Abänderungen der ursprünglichen Texte, welche jedoch nur einen verschwindend kleinen Teil der Lieder ausmachen (beispielsweise “You took all your love and wasted it” statt “Took your love and wasted all of it” in Unforgiven, oder das Fehlen des Wortes “fucking” im Satz “So when I take this razor to your neck, I cut out all your fucking regrets” auf Death To Your Heart! trotz sonstiger Beibehaltung der Kraftausdrücke).

## Covergestaltung
Das Cover zu Blood Unplugged zeigt die beiden Bandmitglieder von der Hüfte aufwärts vor einer aus roten Fliesen bestehenden Wand, welche oben zu einem Gitter wird. Dahvie Vanity ist auffällig geschminkt, trägt rote Haare und eine farblich idente karierte Weste, darunter ein schwarzweißes Shirt sowie eine rissige Jeanshose. In der Hand hält er eine schwarze Akustikgitarre. Jayy von Monroe ist im Vergleich dazu nicht oder nur dezent geschminkt, und trägt ein weißes Hemd sowie eine graue Hose mit Hosenträgern. Oben im Bild steht links in schwarz umrandetem Rot der Bandname sowie rechts daneben in Silberoptik mit rotem Rand der Albumtitel. Zwischen den beiden Wörtern desselben befindet sich ein rotes Pluszeichen, darüber zwei rote, stilisierte Fledermäuse.

## Titelliste
| Nr. | Titel                                   | Länge |
| --- | --------------------------------------- | ----- |
| 1.  | Redeemer (Unplugged)                    | 3:45  |
| 2.  | Time Machine                            | 4:03  |
| 3.  | Ima Monster (Unplugged)                 | 3:36  |
| 4.  | Where's My Wonderland (Unplugged)       | 3:58  |
| 5.  | Scream For My Icecream (Unplugged)      | 3:08  |
| 6.  | Believe (Unplugged)                     | 4:03  |
| 7.  | Bewitched (Unplugged, feat. Haley Rose) | 4:01  |
| 8.  | Sexting! (Unplugged)                    | 4:16  |
| 9.  | Death to Your Heart! (Unplugged)        | 3:39  |
| 10. | Something Grimm (Unplugged)             | 3:47  |
| 11. | Yo Ho! (Unplugged)                      | 3:03  |
| 12. | Don't Want to Be Like You               | 5:23  |
| 13. | Unforgiven (Acoustic Version)           | 4:10  |

## Erfolg
Blood Unplugged konnte weltweit keine Charterfolge erzielen.